# Chaetodon litus
Chaetodon litus, conhecido como Tipi tipi'uri em Rapa-nui, é uma espécie de peixe da família Chaetodontidae. É endêmico da Ilha de Páscoa.